# Triaspis shangchia
Triaspis shangchia är en stekelart som beskrevs av Chou och Hsu 1996. Triaspis shangchia ingår i släktet Triaspis och familjen bracksteklar. Inga underarter finns listade i Catalogue of Life.